# Politikaward
Mit dem Politikaward zeichnet das Fachmagazin Politik & Kommunikation gemeinsam mit der Quadriga Hochschule Berlin seit 2003 politische Persönlichkeiten und Kampagnen im deutschsprachigen Raum aus. Zielgruppe der Rankingveranstaltung sind politische Entscheider in Deutschland.

## Jury und Veranstalter
Die Jury, bestehend aus Experten der politischen Kommunikation aus Unternehmen und Universitäten sowie Journalisten, bestimmt in einem Onlinevoting die Shortlist und anschließend stellen die Nominierten ihre Projekte und Kampagnen live der Jury am Tag der Preisverleihung vor. Die Kategorien variieren jährlich, da ein hoher Grad an Aktualität gewährleistet werden soll. Veranstalter des Awards sind das Magazin „Politik & Kommunikation“  sowie Quadriga Media Berlin.

## Gewinner
Siehe auch „Gewinnerliste“ auf der Magazinseite.
2003
- Kampagne von politischen Institutionen: Landtagswahlkampf 2003, CDU in Niedersachsen, von mannstein political communication
- Kampagnen von öffentlichen Institutionen: Willkommen in der Denkfabrik, Thüringer Ministerium für Wirtschaft, Arbeit und Infrastruktur, DDB Berlin, Crossrelations
- Kampagnen von gesellschaftlichen Institutionen: Du kannst, Amnesty International Sektion der Bundesrepublik Deutschland, BBDO Berlin
- Motiv: Kinder lernen durch Vorbilder – oder eben nicht, Gesicht Zeigen! Aktion weltoffenes Deutschland, Publicis Frankfurt
- Spot: Banküberfall, Bundesministerium für Umwelt, Naturschutz und Reaktorsicherheit, Giesen & Partner Medien
- Internet – Bürgerportal: www.bundesregierung.de, Presse- und Informationsamt der der Bundesregierung, init AG für digitale Kommunikation
- Printpublikation: Blickpunkt Bundestag, Deutscher Bundestag, Media Consulta Deutschland
- Agentur des Jahres: Zum Goldenen Hirschen Werbe- und Ideenagentur
- Nachwuchspolitiker des Jahres: David McAllister
- Comeback des Jahres: Coordt von Mannstein, von Mannstein Werbeagentur
- Lebenswerk: Elisabeth Noelle, Institut für Demoskopie Allensbach

2004
- Kampagnen von politischen Institutionen: „Ole wählen“ Kampagne der CDU für den Landtagswahlkampf in Hamburg, CDU Landesverband Hamburg, Shipyard nice media, Europäische Dachkampagne der European Federation of Green Parties zur Europawahl, Bündnis 90, Die Grünen, Zum Goldenen Hirschen Berlin
- Kampagnen von öffentlichen Institutionen: „Einfach anfangen“ Mobilisierungskampagne für Existenzgründer, Ministerium für Arbeit, Bau und Landesentwicklung Mecklenburg-Vorpommern, Peperoni Werbeagentur
- Kampagnen von gesellschaftlichen Institutionen: „Geiz ist gottlos“ Kampagne für mehr Solidarität, Bischöfliche Aktion Adveniat, BJS Werbeagentur
- Motiv: Initiative Neue Soziale Marktwirtschaft: brain drain, berolino pr, Scholz&Friends Agenda, berolino pr
- Spot: Kurzfilm „Schwimmlehrer“ zur Woche des bürgerschaftlichen Engagements, Bundesnetzwerk Bürgerschaftliches Engagement (BBE), ConTeam Marketing Communication
- Internet: www.fluter.de, Bundeszentrale für politische Bildung, Redaktion und Alltag
- Agentur des Jahres: Butter. Agentur für Werbung
- Nachwuchspolitikerin des Jahres: Silvana Koch-Mehrin
- Lebenswerk: Heiner Geißler

2005
- Kampagnen von politischen Institutionen: Kampagne zur Bundestagswahl 2005, SPD, Butter Düsseldorf
- Kampagnen von öffentlichen Institutionen: Sachsen-Anhalt: Wir stehen früher auf, Landesmarketing Sachsen-Anhalt, fischerAppelt Kommunikation Hamburg
- Kampagnen von gesellschaftlichen Institutionen: Lieben Sie Kinder mehr als Ihnen lieb ist, Charité, Scholz & Friends, Hamburg und Berlin; IMP Interactive Marketing Partner, Hamburg
- Public Affairs: Forschung ist die beste Medizin, Verband forschender Arzneimittelhersteller, Scholz & Friends, Berlin
- Agentur des Jahres: We do Communication
- Kampagnenmanager des Jahres: Kajo Wasserhövel
- Aufsteiger des Jahres: Ronald Pofalla
- Mobilisierer des Jahres: Hans-Christian Ströbele
- Lebenswerk: Hans-Dietrich Genscher

2006
- Kampagnen von politischen Institutionen: Wahlspot „Pflügers Friend“ zur Berliner Abgeordnetenhauswahl, Berliner SPD, Butter Berlin
- Kampagnen von öffentlichen Institutionen: EU-Informationskampagne Österreich, Bundesregierung Österreich, PKP proximity
- Kampagnen von gesellschaftlichen Institutionen: Imagekampagne zur Fußball-WM 2006 „Deutschland – Land der Ideen“, Bundesregierung und die deutsche Wirtschaft, Scholz & Friends Agenda
- Corporate Social Responsibility: Shell Jugendstudie, Shell, Publicis Consultants
- Public Affairs: Volksbegehren zur Wiedereinführung des Blindengeldes, Blinden- und Sehbehindertenverband Niedersachsen
- Aufsteiger des Jahres: Boris Palmer
- Kampagnenmanager des Jahres: Bernd Bauer, „Du bist Deutschland“
- Lebenswerk: Otto Schily

2007
- Kampagnen von politischen Institutionen: Farbe bekennen, CDU, shipyard, MV – The Place to be, Projektgruppe Landesmarketing Mecklenburg-Vorpommern, Pleon
- Kampagnen von gesellschaftlichen Institutionen: Engagement macht stark!, Bundesnetzwerk Bürgerschaftliches Engagement (BBE), kom Agentur für Kommunikation und Marketing
- Corporate Social Responsibility: Der Hamburger Weg, Hamburger Sportverein, Scholz & Friends
- Innovation des Jahres: Die Zeitmaschine, Verband forschender Arzneimittelhersteller (VfA), Scholz & Friends Agenda
- Stratege des Jahres: Jürgen Rüttgers
- Politikerin des Jahres: Ursula von der Leyen
- Lebenswerk: Henning Scherf

2008
- Kampagnen von politischen Institutionen: Kampagne zur Landtagswahl, CDU Niedersachsen, von Mannstein Werbeagentur
- Kampagne von öffentlichen Institutionen: Stoppt Gewalt gegen Kinder, Sächsisches Staatsministerium für Soziales, Schmidt & Schumann
- Kampagnen von gesellschaftlichen Institutionen: Gold für Menschenrechte, Amnesty International, Zum Goldenen Hirschen
- Corporate Social Responsibility: Initiative „Zukunft Technik entdecken“, ThyssenKrupp
- Innovation des Jahres: E-Petition, Deutscher Bundestag
- Politiker des Jahres: Peer Steinbrück
- Lebenswerk: Klaus Töpfer
- Nachwuchspolitiker des Jahres: Christian Lindner

2009
- Kampagnen von politischen Institutionen: „Deutschland kann es besser“ Kampagne zur Bundestagswahl, FDP
- Kampagnen von öffentlichen Institutionen: Wahl-O-Mat, Bundeszentrale für politische Bildung
- Kampagnen von gesellschaftlichen Institutionen: 60 Jahre – 60 Werke, Stiftung für Kunst und Kultur, von Mannstein
- Corporate Social Responsibility: Sicher im Netz, Deutschland sicher im Netz, eBay, Microsoft und SAP
- Politiker des Jahres: Karl-Theodor zu Guttenberg
- Mobilisierer des Jahres: Daniel Zimmermann, Bürgermeister Monheim
- Lebenswerk: Walter Riester
- Sonderpreis der Jury: Piratenpartei

2010
- Kampagnen von politischen Institutionen: „Macht mehr möglich“ im Wahlkampf zu den Landtagswahlen 2010, Bündnis 90, Die Grünen Nordrhein-Westfalen
- Kampagnen von öffentlichen Institutionen: „Lübeck kämpft“ Kampagne zum Erhalt des Medizinstudiengangs, Universität Lübeck
- Kampagnen von gesellschaftlichen Institutionen: Experten fürs Leben, Deutscher Caritasverband, BBDO
- Corporate Social Responsibility: „Ich kann was!“-Initiative, Deutsche Telekom
- Innovation des Jahres: Bürgerservice D115, Bundesministerium des Innern
- Politikerin des Jahres: Hannelore Kraft
- Nachwuchspolitiker des Jahres: Jens Spahn
- Lebenswerk: Lothar de Maizière

2011
- Kampagnen von politischen Institutionen: Berlin verstehen, SPD Berlin, Butter
- Kampagnen von öffentlichen Institutionen: 50 Jahre Mauerbau, Bundeszentrale für politische Bildung
- Kampagnen von gesellschaftlichen Institutionen: Campaigning für die Deutsche Alzheimer Gesellschaft, Deutsche Alzheimer Gesellschaft, Zum Goldenen Hirschen, Köln
- Corporate Social Responsibility: RWE aktiv vor Ort, RWE
- Innovation des Jahres: BASE_camp, E-Plus
- Politiker des Jahres: Winfried Kretschmann
- Nachwuchspolitiker des Jahres: Carsten Schneider
- Lebenswerk: Theo Waigel

2012
- Kampagne von politischen Institutionen: NRW im Herzen. Die Landtagswahl 2012 für die NRW-SPD, NRW-SPD, Butter
- Kampagnen von öffentlichen Institutionen: „Zu gut für die Tonne! Kampagne gegen Lebensmittelverschwendung“, Bundesministerium für Ernährung, Landwirtschaft und Verbraucherschutz, MediaCompany – Agentur für Kommunikation
- Kampagnen von gesellschaftlichen Institutionen: Exit Deutschland, Trojanisches T-Shirt, ZDK Gesellschaft Demokratische Kultur, Grabarz & Partner Werbeagentur
- Corporate Social Responsibility: Jugendprogramm Think Big: „Denkt groß, legt los“
- Social-Media-Strategie: “Wir wollen deinen Kopf!” Zur Wiedereinführung der verfassten Studierendenschaft, Ministerium für Wissenschaft, Forschung und Kunst Baden-Württemberg, init AG für digitale Kommunikation zusammen mit Kompaktmedien – Die Kommunikationsbereite
- Politiker des Jahres: Peter Altmaier
- Lebenswerk: Egon Bahr
- Aufsteiger des Jahres: Torsten Albig
- Newcomer des Jahres: Katrin Albsteiger

2013
- Kampagnen von politischen Institutionen: CDU Bundestagswahlkampagne 2013, CDU, Blumberry
- Kampagnen von öffentlichen Institutionen: Wolfsburg wird Kinderstadt, Stadt Wolfsburg, Explizit Werbeagentur
- Kampagnen von gesellschaftlichen Institutionen: Ich schaue hin!, ONE
- Corporate Social Responsibility: Fanta Spielplatz-Initiative 2013, Coca-Cola Deutschland, FAKTOR 3
- Innovation des Jahres: Digitalmagazin “2 Minuten”, Bündnis 90, Die Grünen,
- Aufsteiger des Jahres: Anton Hofreiter
- Lebenswerk: Rita Süssmuth
- Politiker des Jahres: Martin Schulz

2014
- Kampagnen von politischen Institutionen: Zeitgemäßer Großstadtwahlkampf 2014: Düsseldorf, SPD Düsseldorf, M28 Markenwerbung
- Kampagnen von öffentlichen Institutionen: Einfach. Informieren. Anmelden. Wie die Minijob-Zentrale über Schwarzarbeit aufklärt., Deutsche Rentenversicherung Knappschaft-Bahn-See, Serviceplan Berlin
- Kampagnen von gesellschaftlichen Institutionen: Savefulbright.org – Wie man Obama mit eigenen Waffen schlägt und von Wien aus $30 Mio. vom US-Kongress zurückholt, SaveFulbright.org – Grassroots Alumni Initiative, Pick & Barth Digital Strategies
- Innovation des Jahres: Superpenner, mob e. V. & strassenfeger, Scholz & Friends
- Corporate Social Responsibility: Strategischer Stakeholderdialog Volkswagen und NABU: Eine Partnerschaft für Nachhaltigkeit, Volkswagen, KARMA Kommunikationsdesign
- Politiker des Jahres: Volker Bouffier und Tarek Al-Wazir
- Aufsteiger des Jahres: Peter Tauber
- Lebenswerk: Hans-Jochen und Bernhard Vogel

2015
- Kampagnen politischer Sektor: German Mut, FDP, Heimat Werbeagentur
- Kampagnen öffentlicher Sektor: Die Welt bereichert Dresden. Jeden Tag., Lokale Agenda 21 für Dresden e. V., VOR Werbeagentur
- Kampagnen gesellschaftlicher und privater Sektor: Rechts gegen Rechts – der unfreiwilligste Spendenlauf Deutschlands, ZDK Gesellschaft Demokratische Kultur Bürogemeinschaft, Grabarz & Partner und GGH Lowe, „Stoppt Hass-Propaganda!“ Kampagne gegen Hass-Propaganda in sozialen Netzwerken, Neues Potsdamer Tolerandedikt e. V., SanVentra, medienlabor, attento!pr
- Politiker des Jahres: Andrea Nahles
- Aufsteiger des Jahres: Bodo Ramelow
- Lebenswerk: Heinz Riesenhuber

2016
- Politische Kampagne: Wahlkampagne Grüne Baden-Württemberg, Bündnis 90, Die Grünen Baden-Württemberg, Wigwam
- Corporate Kampagne: Vom Kostenfaktor zum Glücksfaktor – Einbindung von emotionalem Genuss in die Seniorenverpflegung, Transgourmet Deutschland, grüneKöpfe Strategieberatung
- Gesellschaftliche Kampagne: Die neue Allianz der großen Personaldienstleister: 600.000 Selbstständige, ein gewaltiger Aufschrei!, Allianz für selbstständige Wissensarbeit, Blumberry
- Kampagne von Bund, Ländern und Gemeinden: Betreuungskonzept für Flüchtlinge: Soziallotsen im Einsatz, Salzlandkreis
- Digital Public Affairs: FinanzAgenda – Digital Public Affairs von Union Investment, Union Asset Management, Profilwerkstatt
- Agentur des Jahres: HEIMAT Berlin
- Disruptive Kampagne: HASS HILFT – Die unfreiwillige Online-Spendenaktion, ZDK – Gesellschaft Demokratische Kultur, Grabarz & Partner Werbeagentur
- Kampagne für kleine Budgets: Hanseatic Help: Dein Zelt kann ein Zuhause sein, Hanseatic Help e. V., fischerAppelt
- Partizipation: Denk Deine Stadt – Dialog zum Zukunftsbild für Braunschweig, Stadt Braunschweig, urbanista | Creating The Future City

Virale Kommunikation: We would miss you, WeEuropeans e. V., C3 Creative Code and Content
- Medienformat: YouTube-Newsformate “BraindFed” & “Tenselnforms”, Bundeszentrale für politische Bildung, MESH Collective @ UFA LAB
- Event: MIT: FUTURA 2016, Mittelstands- und Wirtschaftsvereinigung der CDU, CSU
- Kampagne von Nachwuchsorganisationen: AZUBI-Kampagne, Junge Union Deutschlands, praxisnah
- Politiker des Jahres: Christian Lindner
- Aufsteiger des Jahres: Katarina Barley
- Lebenswerk: Wolfgang Bosbach

2017
- Politische Kampagne: Freie Demokraten Bundestagswahl 2017, Freie Demokraten HEIMAT Berlin
- Gesellschaftliche Kampagne: terre des hommes „Stoppt Waffenexporte“ Kampagne, terre des hommes Deutschland e. V., Super an der Spree
- Kampagne von Bund, Ländern und Gemeinden: Mach MITTag – Kein Kinderhunger in Kiel boy | Strategie und Kommunikation, Förderverein Mach MITTAG e. V.
- Kampagne von Unternehmen und Verbänden: Jonathan Heimes Stadion am Böllenfalltor, Merck
- Kampagne von Unternehmen und Verbänden: Deutschlands beliebteste Pflegeprofis neues handeln, wegewerk, Verband der Privaten Krankenversicherung
- Kampagne mit kleinem Budget: #FreeInterrail – Moving Europe Forward, Herr und Speer
- Digital Public Affairs: Deine Tägliche Dosis Politik – auf’s Smartphone, Bundeszentrale für politische Bildung
- Disruptive Kampagne: Die Rekruten, Castenow Communications, Crossmedia, Bundesministerium der Verteidigung
- Politiker des Jahres: Malu Dreyer
- Aufsteiger des Jahres: Paul Ziemiak
- Lebenswerk: Hans-Christian Ströbele

2018
- Politiker des Jahres: Annalena Baerbock & Robert Habeck
- Aufsteiger des Jahres: Franziska Giffey
- Lebenswerk: Gerda Hasselfeldt
- Politiksche Kampagne: Bündnis 90/Die Grünen Landesverband Bayern „Mut geben statt Angst machen“, David + Martin, Wigwam
- Gesellschaftliche Kampagne: Gernalzolldirektion „Dein Talent im Einsatz 2.0. Recruiting-Kampagne für Nachwuchsgewinnung.“, Zum goldenen Hirschen Stuttgart
- Kampagne von Bund, Ländern und Gemeinden: Bundesministerium der Verteidigung „MALI – der Auslandseinsatz der Bundeswehr“, Castenow
- Kampagnen von Unternehmen und Verbänden: Frankfurter Buchmesse „On the Same page“, Ballhaus West Agentur für Kampagnen
- Kampagnen mit kleinem Budget: MdL Karl Freller, Wahlwerbespot, Lightkid GmbH TV- und Filmproduktion, Birgit Freller
- Digital Public Affairs: DAK-Gesundheit, #Haltung gegen Hass und Hetze
- Disruptive Kampagne: Stad Augustusburg, Mein Augustusburg.de

2019
- Politiker des Jahres: Jens Spahn
- Aufsteiger des Jahres: Linda Teuteberg
- Lebenswerk: Jean-Claude Junker
- Politische Kampagne: Bündnis 90/Die Grünen Europawahl 2019, dickertschmidt
- Gesellschaftliche Kampagne: ADFC (Bundesverband) e. V. #MEHRPLATZFÜRSRAD, Ballhaus West Agentur für Kampagnen
- Kampagne von Bund, Ländern und Gemeinden: Bundesministerium für Verkehr und digitale Infrastrukture, Deutscher Verkehrssicherheitsrat e. V. „Looks like shit. But saves my life.“, Scholz & Friends Berlin
- Kampagnen von Unternehmen und Verbänden: Deutsche Kreditbank #geldverbesserer – die DKB-Kampagne zur Förderung einer nachhaltigen Wirtschaft, Jung von Matt/Neckar

2022
- Politikerin des Jahres: Annalena Baerbock
- Aufsteiger des Jahres: Marco Buschmann
- Stratege des Jahres: Lars Klingbeil
- Lebenswerk: Norbert Lammert
- Politische Kampagne: SPD-Bundestagswahl 2021: Soziale Politik für dich, Brinkertlueck Creatives
- Gesellschaftliche Kampagne: Kommission zur Aufarbeitung sexuellen Kindesmissbrauchs: Werden Sie los, was Sie nicht loslässt, Ballhaus West Agentur für Kampagnen

2023
- Politiker des Jahres: Hendrik Wüst
- Aufsteigerin des Jahres: Aminata Touré
- Lebenswerk: Gerhart Baum
- Politische Kampagne: CDU Berlin-Berlin wähl dich neu, thjnk AG
- Gesellschaftliche Kampagne: Germany4Ukraine, Bundesministerium des Innern und für Heimat

2024
- Politiker des Jahres: Boris Pistorius
- Aufsteigerin des Jahres: Ricarda Lang
- Lebenswerk: Edmund Stoiber
- Ehrenpreis der Politikaward-Jury: Margot Friedländer
- Gesellschaftliche Kampagne: #DasIstGewalt, Berliner Senatsverwaltung für Arbeit, Soziales, Gleichstellung, Integration, Vielfalt und Antidiskriminierung und MESH Collective